# Vertrag von Gandamak

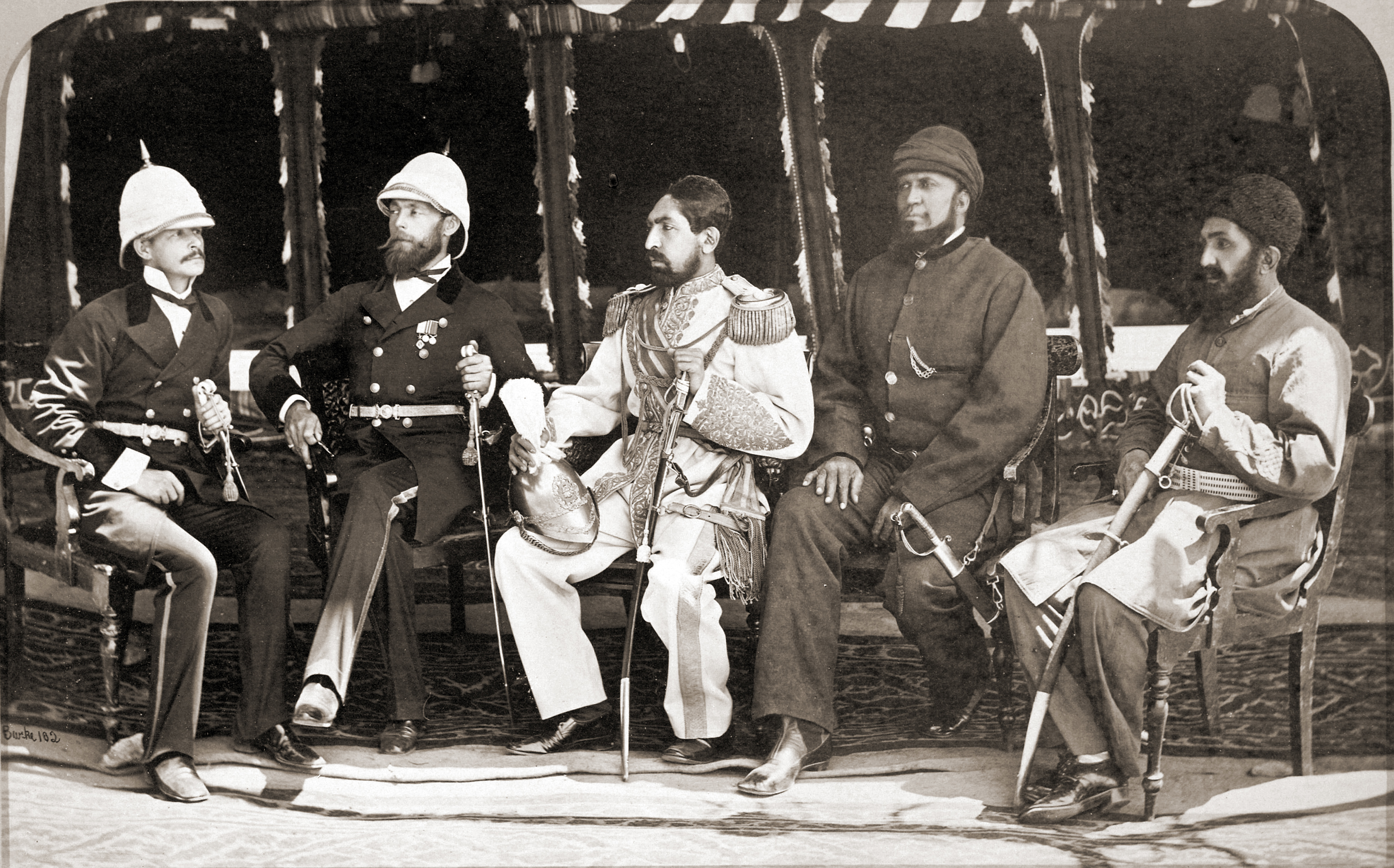
Louis Cavagnari (Zweiter von links) und Mohammed Yakub (in weißer Uniform)

Der Vertrag von Gandamak wurde am 26. Mai 1879 zwischen Großbritannien und Afghanistan geschlossen und beendete die erste Phase des Zweiten Anglo-Afghanischen Kriegs.
Nach der Ankunft einer russischen Delegation in Kabul ohne Einladung Emir Schir Alis bestanden die Briten auf dem Empfang einer eigenen Abordnung. Dieser Abordnung wurde am 21. September 1878 bei Ali Masjid die Einreise verweigert. Hierauf stellten die Briten das Ultimatum, dass sich Sher Ali bis zum 20. November entschuldigen und eine Erklärung für den Vorfall liefern müsse. Seine Antwort erreichte Vizekönig Robert Bulwer-Lytton, Baron Lytton, erst am 30. November und beinhaltete keine Entschuldigung. Bereits am 21. November hatten die Briten den Krieg erklärt und besetzten einen großen Teil des Landes.
Nach dem Tod seines Vaters am 21. Februar 1879 nahm dessen Nachfolger Mohammed Yakub Verhandlungen mit Louis Cavagnari auf. Am 26. Mai trafen sich beide bei Gandamak und unterzeichnete den gleichnamigen Vertrag.
Er sah die Übernahme der afghanischen Außenpolitik durch die Briten, die Einrichtung einer Mission in Kabul, die Übernahme der Rechtsprechung in einigen afghanischen Gebieten und die Amnestierung aller Afghanen, die mit den Briten kollaboriert hatten, vor. Mohammed Yakub erhielt eine jährliche Zahlung von 600.000 Rupien.
Cavagnari erreichte am 24. Juli 1879 Kabul an der Spitze der Mission.
Am 3. September ermordete ein unzufriedenes afghanisches Regiment Cavagnari mit seinem Gefolge (67 Personen). Das Massaker führte zu einem Wiederaufflammen des Krieges. In dieser zweiten Kriegsphase besetzte General Frederick Roberts das Land.